# Mine de Gaude
Pour les articles homonymes, voir Gaude (homonymie).
 (mars 2025).
La mine de Gaude se situait à Manosque. Elle permettait d'exploiter un gisement de lignite et a fonctionné jusqu'en 1965.
Elle a laissé un crassier de 260 000 m3.